# 司徒福
司徒福（1916年4月17日—1992年2月5日）歷任空軍第4大隊飛行員、第3大隊第32中隊副中隊長、1943年任第32中隊中隊長、副大隊長、1943年赴美國受訓，1944年返國後任第4大隊大隊長，於抗戰期間擊落日軍敵機多架，被美國空戰協會選為傑出空軍英雄。1945年任空軍第5軍區第3處副處長。1946年任空軍官校高級飛行訓練大隊大隊長。1949年去台後出任空軍官校高級飛行訓練大隊長，第5聯隊參謀長、副聯隊長、第3聯隊聯隊長，1958年任第4聯隊聯隊長。空軍作戰署署長，1967年10月任空軍副參謀長、1970年任空軍作戰司令部司令（1970年－1972年），升至二級上將，當時代經由作戰司令這是輔助經國先生掌握軍隊及政權接班人最必備的權力、發生飛安C119撞觀音山 33名專責摧毀大陸核設施的特戰精英殞命1972年轉任副總司令。1975年4月升空軍總司令，1975年4月4日晉任空軍二級上將，當選為國民黨十一屆中央委員。1977年8月退役，轉任中華航空公司董事長，1983年任總統府國策顧問。
故司徒福總司令，廣東開平人，父司徒元宗年青時自僑居美國返國由美國軍校畢業在中國服務不耐清朝軍人跪拜禮儀轉行為醫，司徒福出生于北京，[母陳太夫人育將軍兄弟姐妹7人，將軍居季。幼就讀於天津廣東旅津小學，天津匯文初中，北平匯文高中畢業後，考入空軍軍官學校第六期習飛行，伸展凌雲御風之抱負。1937民國26年5月畢業於相當是空軍軍官學校第六期的洛陽分校，首先應當從民國廿二年談起。九一八事變以後，國民政府擧行國難會議，準備對日抗戰，決議在洛陽設立陸軍軍官分校，於民國廿二年任祝先生爲分校主任，負責輪調全國部隊行伍出身之初級幹部，予以政治及軍事訓練，以適應革命建軍之基本需要。當時抽調者以東北軍及西北軍...。就是中央航空學校第六期第二班(洛陽空軍軍校)航空班畢業，當時之後的第七期中另有一位畢業生司徒堅飛行員作戰遜職，也因此司徒福將軍受蔣經國總統重用也成軍隊支持蔣經國執政四大將之一，有別於蔣夫人派將領。後升至中華民國空軍二級上將。曾任中華民國第7任空軍總司令及中華航空董事長等職務。
生平八年抗戰，當他被中國空軍選派加入陳納德將軍號召美國志願來華的飛行員混合編隊抗日作戰，未曾一日脫離部隊。諸如武漢、衡陽、洛陽保衛戰；南昌空戰；蘭州、成都、重慶、芷江、桂林、柳州、零陵、南鄭等各基地之重要出擊，無役不與。曾在柳州上空擊落敵機一架。將軍素以英勇馳名，與日本空軍長期搏鬥，未曾一次受挫，人稱福將；實則將軍膽大心細，戰技優良所致也。
將軍盡瘁空軍30餘年，鴻勳炳煥，先後奉領四等寶鼎、忠勇、雲麾、忠勤、勝利、三等復興、二等復興、陸海空甲一、甲二光華、甲一干城、忠貞、一星星序、飛虎一星、彤弓、二等宣威、三等宣威、甲一懋績、甲二懋績、甲一楷模、甲二楷模等勳獎章二十餘座，並由大韓民國頒贈三等功勳勳章，玻利維亞頒贈司令級航空優異勳章，足證國家倚畀之殷，與友邦元首之欽遲也。

## 生平
司徒福1937年畢業於中央航空學校第6期2班，隨即加入空軍第四大隊22中隊隊員。1946年，他出任中華民國空軍軍官學校高级飞行训练大队中校大队长；1949年到台湾擔任飞行训员、大队参谋长。1960年，民國四十八年春，司徒福將軍擔任空軍第四聯隊長，司徒福任空軍第四聯隊長，副聯隊長鄭松亭、徐華江，都是當年與高志航併肩作戰的老戰友；空軍總部副參謀長。1970年他出任空军副总司令晉升中将，1970年－1972年(1972.05.31)任作戰司令贈勳十一位美空軍軍官。1975年4月，擔任空軍總司令，再晉任為二級上將。1975.08.02)空軍總司令司徒福以酒會歡宴顧培慕博士夫婦，並在會中贈送一面獎牌，司徒福退役後於1977年8月16日接任中華航空董事長。1983年5月，任總統府國策顧問至卸任退休。